# Kaplica Świętych Braci Machabeuszy w Nowoberezowie
Kaplica pod wezwaniem Świętych Braci Machabeuszy i ich matki Salomei – kaplica prawosławna (tzw. czasownia) w Nowoberezowie. Należy do parafii Wniebowstąpienia Pańskiego w Nowoberezowie, w dekanacie Hajnówka diecezji warszawsko-bielskiej Polskiego Autokefalicznego Kościoła Prawosławnego. Znajduje się przy otoczonym kultem źródełku. Jedna z czterech prawosławnych świątyń na terenie wsi.
Kaplicę zbudowano w 1888. Drewniana, na planie ośmioboku. Dach namiotowy kryty gontem, zwieńczony blaszanym cebulastym hełmem z krzyżem. Przy kaplicy znajdują się drewniany sześcioramienny krzyż i obudowana studnia. Teren ogrodzony drewnianym płotem.
Replika nowoberezowskiej kaplicy Świętych Braci Machabeuszy znajduje się w Skansenie Architektury Drewnianej Ludności Ruskiej Podlasia w Białowieży.